# Mercado Municipal Adolpho Lisboa

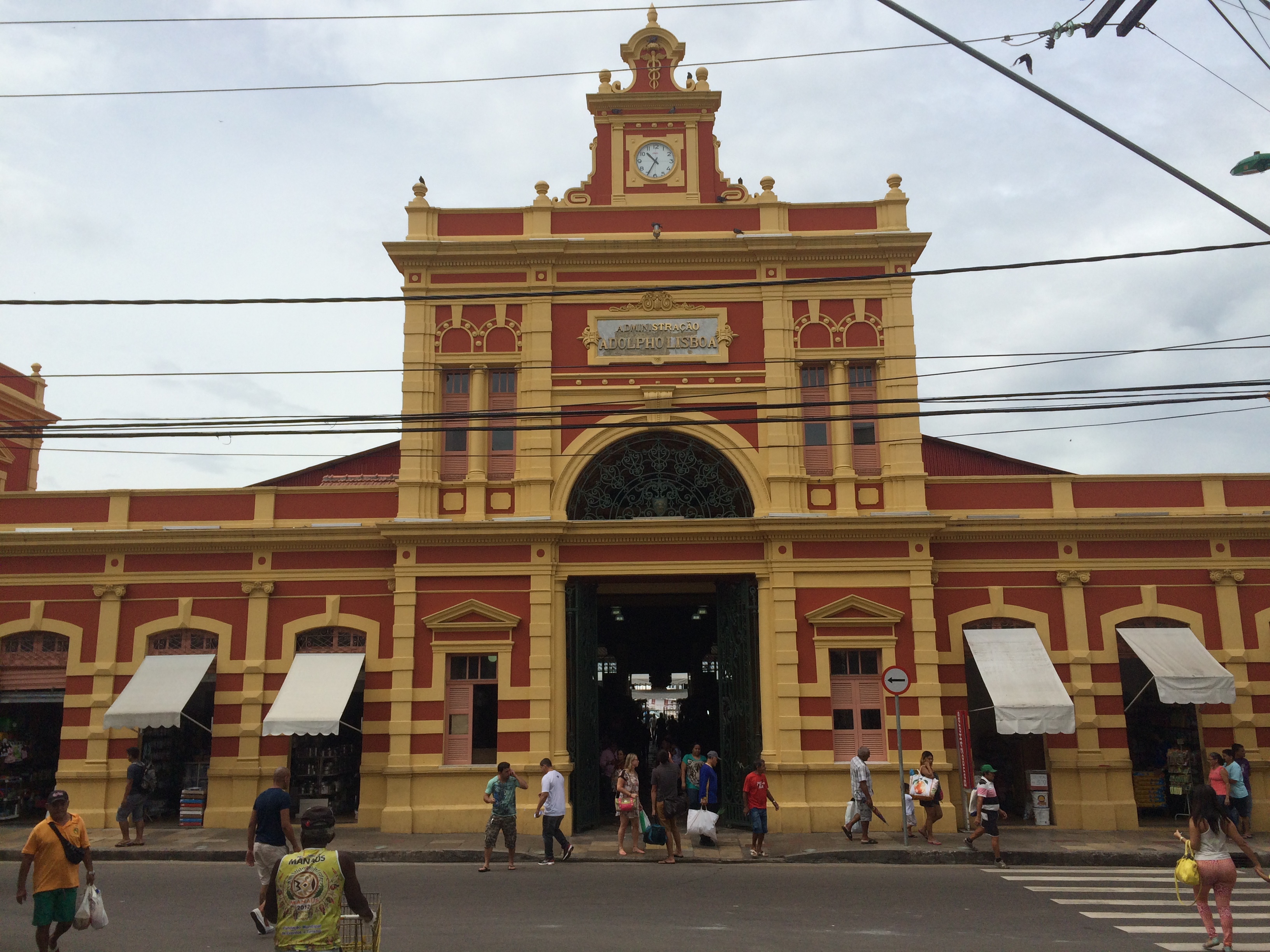
Fachada principal del Mercado Municipal Adolpho Lisboa

El Mercado Municipal Adolpho Lisboa, también conocido como Mercadão, es una plaza de mercado ubicada en la ciudad de Manaos, en el estado brasileño de Amazonas. Construida durante la Fiebre del Caucho con material importado de Europa, su estructura de hierro fundido fue diseñada por el ingeniero francés Gustave Eiffel, el mismo que diseñó y dio nombre a la Torre Eiffel de París.
Inaugurado el 15 de julio de 1883, es uno de los espacios más importantes de la comercialización de productos y comida típica de la Amazonía, debido a la variedad de especies de peces de agua dulce, artesanías, frutas, verduras y especias, atrayendo la atención y curiosidad de quienes la visitan.
El Mercadão es un símbolo de la arquitectura del apogeo de la economía del caucho y una reliquia para todo Brasil. En la fachada principal, hay una placa grabada con el nombre de Adolpho Lisboa quien, en el momento de la construcción, era alcalde de la ciudad. Posteriormente Lisboa dio su nombre al mercado. Como uno de los principales ejemplos de arquitectura de hierro sin similares en todo el mundo, fue catalogado como Patrimonio Histórico Nacional por IPHAN en 1987 e incluido en el Libro de Bellas Artes.
Situada más precisamente en la Rua dos Barés, tiene dos fachadas totalmente diferenciadas, una frente al río Negro y otra frente a la vía pública. Importante edificio histórico y arquitectónico de la ciudad, el Mercado Municipal también se destaca como centro cultural y turístico.